# Natalie von Rümelin-Oesterlen
Natalie von Rümelin-Oesterlen (* 27. Juni 1853 in Stuttgart; † 9. Juni 1912 ebenda) war eine deutsche Frauenrechtlerin, Schriftstellerin und Übersetzerin.

## Leben
Sie war die Tochter des Rechtsanwalts, Landtags- und Zollparlamentsabgeordneten August Oesterlen in Stuttgart und verlebte dort ihre Jugend. Sie verheiratete sich 1877 mit dem volkswirtschaftlichen Schriftsteller und späteren Oberbürgermeister Emil von Rümelin in Stuttgart. Sie schrieb für Zeitschriften wie den Bazar, die Zukunft usw. und übersetzte für die Engelhornsche Romanbibliothek eine große Anzahl von französischen und englischen Romanen. Neben ihrem Mann engagierte sie sich in der Kommunalpolitik und gründete gemeinnützige Anstalten wie die Stuttgarter Kinderstuben, das württembergische Lehrerinnenheim, den württembergischen Verein für weibliche Angestellte in Handel und Gewerbe und die württembergische Vereinigung für Krankenpflege.

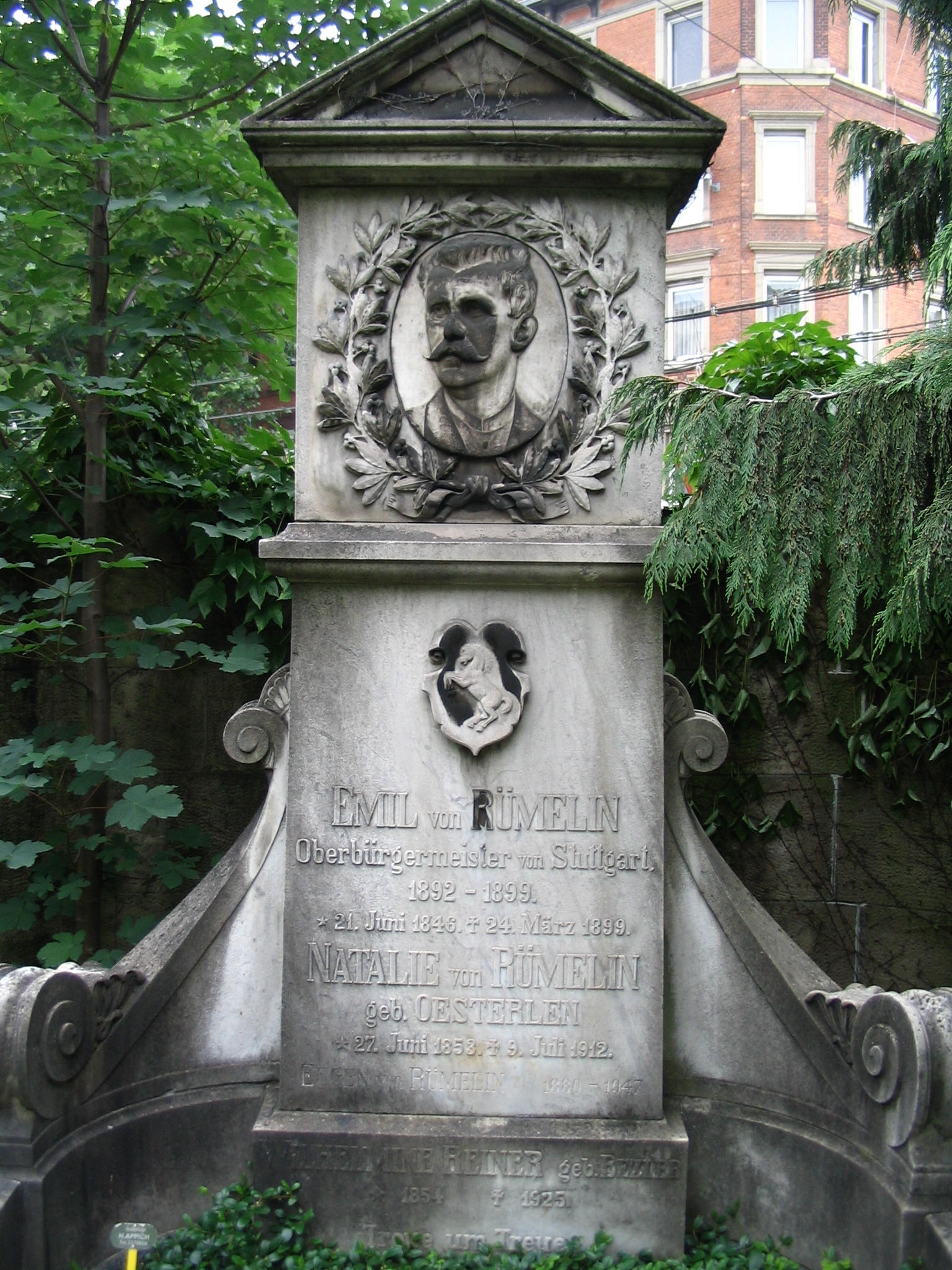
Grabstätte Emil und Natalie von Rümelin

## Übersetzungen
Engelhorns allgemeine Romanbibliothek. Engelhorn, Stuttgart 1885/1914.
- Jg. 1, Bd. 15: André Theuriet : Gérards Heirat (Le Mariage de Gerard). 1885 (Neuedition bei Musaicum Books. ISBN 978-80-272-3790-6).
- Jg. 1, Bd. 25/26: Albert Delpit: Ein Mutterherz (Solange de Croix-Saint-Luc). 1885 (2 Bände).
- Jg. 2, Bd. 6: Ludovic Halévy: Criquette (Criquette). 1885.
- Jg. 2, Bd. 25/26: Hugh Conway: Eine Familiengeschichte (A Family Affair). 1886.
- Jg. 3, Bd. 24/25: Hugh Conway: Lebend oder tot (Living or Dead). 1887 (2 Bände).
- Jg. 4, Bd. 1/2: H. Rider Haggard: Eine neue Judith (Jess). 1887 (Nachdruck Edition Corsar, Braunschweig 1988. ISBN 3-925320-02-4)
- Jg. 4, Bd. 4: Octave Feuillet: Das Tagebuch einer Frau (Au paradis des enfants). 1890.
- Jg. 5, Bd. 13/14: H. Freeman Wood: Auf der Fährte (The Passenger from Scotland Yard). 1889 (2 Bände)
- Jg. 6, Bd. 4: Francis Charles Philips: Jack und seine drei Flammen (Jack and Three Jills). 1889.
- Jg. 6, Bd. 7: André Theuriet : Gertruds Geheimnis (Le secret de Gertrude) 1889.
- Jg. 6, Bd. 24/25: Archibald Clavering Gunter: Mr. Potter aus Texas (Mr. Potter of Texas). 1890 (2 Bände)
- Jg. 6. Bd. 26: David Christie Murray und Henry Murray: Ein gefährliches Werkzeug (A Dangerous Catspaw). 1890.
- Jg. 7, Bd. 4: André Theuriet : Zum Kinderparadies (Au paradis des enfants). 1890.
- Jg. 7, Bd. 7: Alphonse Daudet: Port Tarascon. Letzte Abenteuer des berühmten Tartarin (Port-Tarascon). 1890.
- Jg. 7, Bd. 14: Jean de la Brête: Mein Pfarrer und mein Onkel (Mon Oncle et mon curé). 1891.
- Jg. 7, Bd. 16: H. Rider Haggard: Oberst Quaritch. Eine Erzählung aus dem Landleben (Colonel Quaritch). 1891.
- Jg. 7, Bd. 23: André Theuriet : Mein Onkel Scipio (L'Oncle Scipion). 1891 (Digitalisat)
- Jg. 8, Bd. 15: Jeanne Mairet: Eine Künstlerin (Artiste). 1892.
- Jg. 8, Bd. 20/22: Alphonse Daudet: Jack (Jack). 1892 (3 Bände).
- Jg. 9, Bd. 3: Richard Henry Savage: Meine offizielle Frau (My Official Wife). 1892.
- Jg. 9, Bd. 7: Augustin Filon: Violette Merian (Violette Mérian). 1892.
- Jg. 9, Bd. 17/19: Hector Malot: Heimatlos (Sans Famille). 1892 (3 Bände).
- Jg. 10, Bd. 2: Jeanne Schultz: Jean von Kerdren (Jean de Kerdren). 1894.
- Jg. 10, Bd. 4: Alan St. Aubyn: Einer alten Jungfer Liebestraum. Ein Idyll (The Old Maid's Sweetheart). 1893.
- Jg. 10, Bd. 25/26: Richard Henry Savage: Prinz Schamyls Brautwerbung. Eine Geschichte aus dem russisch-türkischen Kriege (Prince Schamyl's Wooing). 1894 (2 Bände).
- Jg. 11, Bd. 19: Howard Overing Sturgis: Tim. Erzählung (Tim. A Story of School Life). 1895 (Neuausgabe Männerschwarm-Verlag, Hamburg 2009. ISBN 978-3-939542-48-3).
- Jg. 18, Bd. 5/6: Daniel Lesueur: Slavische Leidenschaft (Passion Slave). 1901 (2 Bände).
- Jg. 21, Bd. 19: Henry Harland: Des Kardinals Schnupftabakdose (The Cardinal's Snuff-Box). 1905.
- Jg. 30, Bd. 23: Helen M. Winslow: Ein weiblicher Bürgermeister (A Woman for Mayor). 1914.